# Morti nel 1604
| Questa pagina contiene informazioni ricavate automaticamente dalle voci biografiche con l'ausilio del template Bio e di un bot. L'aggiornamento è periodico e automatico e ricostruisce completamente la pagina. Se manca una persona in questa lista, sei pregato di non aggiungerla, ma accertati piuttosto che la sua voce biografica contenga il template Bio e che i dati anagrafici siano correttamente compilati. Se il template Bio manca, inseriscilo tu stesso o, in alternativa, metti l'avviso {{tmp\|Bio}} che ne segnala la mancanza. Se i dati riportati sono sbagliati, correggi direttamente la voce biografica; le modifiche saranno visibili in questa lista entro pochi giorni. Per chiarimenti vedi il progetto biografie. La lista contiene solo le 89 persone che sono citate nell'enciclopedia e per le quali è stato implementato correttamente il template Bio. Pagina aggiornata al 18 ago 2025. |

## Gennaio(3)
- 4 gennaio - Ferenc I Nádasdy, nobile (n. 1555)
- 9 gennaio - Pirro I Visconti Borromeo, nobile, mecenate e militare italiano (n. 1560)
- 17 gennaio - Santino Garsi da Parma, musicista e compositore italiano (n. 1542)

## Febbraio(5)
- 6 febbraio - Giandomenico Rebiba, vescovo cattolico italiano
- 13 febbraio - Caterina di Borbone, nobile (n. 1559)
- 20 febbraio - Mateo Flecha il Giovane, compositore spagnolo
- 29 febbraio - Lucio Sassi, cardinale e vescovo cattolico italiano (n. 1521)
- 29 febbraio - John Whitgift, arcivescovo anglicano britannico (n. 1530)

## Marzo(5)
- 2 marzo - Giuseppe Brizio, architetto e gesuita italiano
- 3 marzo - Fausto Sozzini, teologo italiano (n. 1539)
- 3 marzo - Álvaro Manrique de Zúñiga, nobile spagnolo (n. 1532)
- 7 marzo - Minuccio Minucci, arcivescovo cattolico italiano (n. 1551)
- 13 marzo - Arnaud d'Ossat, cardinale, diplomatico e vescovo cattolico francese (n. 1537)

## Aprile(4)
- 14 aprile - Ernesto Federico di Baden-Durlach, nobile tedesco (n. 1560)
- 19 aprile - Kuroda Yoshitaka, militare giapponese (n. 1546)
- 25 aprile - Pietro de' Medici, nobile, generale e politico italiano (n. 1554)
- 26 aprile - John Hamilton, I marchese di Hamilton, nobile scozzese (n. 1535)

## Maggio(4)
- 4 maggio - Claudio Merulo, organista e compositore italiano (n. 1533)
- 13 maggio - Cristina d'Assia, nobile tedesca (n. 1543)
- 20 maggio - Simeone Tagliavia d'Aragona, cardinale e arcivescovo cattolico italiano (n. 1550)
- 25 maggio - Pietro Ernesto I di Mansfeld (n. 1517)

## Giugno(3)
- 10 giugno - Isabella Andreini, attrice teatrale, scrittrice e poetessa italiana (n. 1562)
- 18 giugno - Johann Conrad Meyer, giurista e politico svizzero (n. 1544)
- 24 giugno - Edward de Vere, nobile e poeta inglese (n. 1550)

## Luglio(6)
- 2 luglio - Benedetto Mandina, giurista e vescovo cattolico italiano (n. 1548)
- 9 luglio - Giacomo Del Duca, architetto e scultore italiano (n. 1520)
- 9 luglio - Anne Russell, nobildonna inglese (n. 1548)
- 14 luglio - Gaspare de Bono, presbitero spagnolo (n. 1530)
- 26 luglio - Sebastiano Bagolino, poeta italiano (n. 1562)
- 26 luglio - Malkoç Yavuz Ali Pascià, politico ottomano

## Agosto(7)
- 2 agosto - Diego Enríquez de Guzmán y de Toledo, politico e nobile spagnolo
- 3 agosto - Bernardino de Mendoza, militare, diplomatico e scrittore spagnolo (n. 1540)
- 8 agosto - Horio Tadauji, militare giapponese (n. 1578)
- 12 agosto - Giovanni I del Palatinato-Zweibrücken, nobile (n. 1550)
- 29 agosto - Hamida Banu Begum, nobildonna indiana (n. 1527)
- 29 agosto - Ottone Enrico del Palatinato-Sulzbach, nobile (n. 1556)
- 30 agosto - Giovanni Giovenale Ancina, vescovo cattolico e compositore italiano (n. 1545)

## Settembre(6)
- 10 settembre - William Morgan, vescovo anglicano gallese (n. 1545)
- 12 settembre - Luigi Gontrano di Nassau-Katzenelnbogen, nobile e generale olandese (n. 1575)
- 15 settembre - Bernardo Canigiani, letterato e ambasciatore italiano (n. 1524)
- 15 settembre - Murakami Takeyoshi, militare giapponese (n. 1533)
- 22 settembre - Dorothy Stafford, nobile inglese (n. 1526)
- 23 settembre - Gabriel Vázquez, gesuita, teologo e filosofo spagnolo (n. 1549)

## Ottobre(6)
- 9 ottobre - Luigi IV d'Assia-Marburgo, nobile tedesco (n. 1537)
- 9 ottobre - Enrico V di Reuss-Greiz, nobile tedesco (n. 1549)
- 12 ottobre - Serafino da Montegranaro, francescano italiano (n. 1540)
- 22 ottobre - Domingo Báñez, religioso e teologo spagnolo (n. 1528)
- 25 ottobre - Claudio de La Trémoille, nobiluomo francese (n. 1566)
- 26 ottobre - Filippo Pigafetta, viaggiatore, militare e letterato italiano (n. 1533)

## Novembre(4)
- 8 novembre - Chiara Matraini, poetessa italiana (n. 1515)
- 23 novembre - Francesco Barozzi, matematico italiano (n. 1537)
- 23 novembre - Cipriano Valorsa, pittore italiano
- 29 novembre - Ercole di Monaco, nobile monegasco (n. 1562)

## Dicembre(1)
- 31 dicembre - George Hastings, IV conte di Huntingdon, nobile e politico inglese (n. 1540)

## Senza giorno specificato(35)
- Celso Adorno, religioso italiano (n. 1567)
- Marcello Adriani il Giovane, filologo e letterato italiano (n. 1562)
- Vittorio Algarotti, medico italiano (n. 1533)
- Amakasu Kagemochi, militare giapponese
- Ludovico Balbi, francescano e compositore italiano
- Pier Angelo Basili, pittore italiano
- Filippo Bellini, pittore italiano (n. 1550)
- Martín de Bertendona, ammiraglio spagnolo (n. 1530)
- Anna Bianchini, modella italiana
- Michele II Bonelli, militare italiano (n. 1551)
- Gabriel Bounin, drammaturgo francese (n. 1520)
- Achille Calici, pittore italiano
- Cerrah Mehmed Pascià, politico ottomano
- Thomas Churchyard, militare, poeta e traduttore inglese
- Giovanni Battista Collepietra, architetto e ingegnere italiano (n. 1530)
- Giovanni Desideri, vescovo cattolico italiano (n. 1568)
- Étienne Dupérac, architetto francese
- Luigi Eredia, poeta italiano
- Juan Fernández, esploratore e navigatore spagnolo (n. 1536)
- Niccolò Fiammingo, scultore fiammingo
- Antonio da Gama, giurista portoghese (n. 1520)
- Hubert van Giffen, giurista e filologo classico olandese (n. 1534)
- Antonio Guidi, vescovo cattolico italiano
- Ludovico II Lodron, nobile e condottiero italiano (n. 1558)
- Ma Shouzhen, pittrice e poetessa cinese
- Ludovico Molin, arcivescovo cattolico italiano
- Paolo Morigia, storico italiano (n. 1525)
- Giovanni di Persia, diplomatico, scrittore e nobile persiano (n. 1560)
- Girolamo Porro, incisore italiano (n. 1520)
- Sebastián Raval, compositore spagnolo
- Ottavio Semino, pittore italiano
- Giovanni Battista Tinti, pittore italiano (n. 1558)
- Richard Topcliffe, nobile e investigatore inglese (n. 1531)
- Luigi Valloni, pittore italiano
- Salomon Vredeman de Vries, pittore fiammingo